# Osthausen-Wülfershausen
Osthausen-Wülfershausen település Németországban, azon belül Türingiában. Lakosainak száma 519 fő (2023. december 31.). Osthausen-Wülfershausen Elxleben, Elleben és Alkersleben községekkel határos.

## Népesség
A település népességének változása:
| Lakosok száma | 543  | 518  | 525  | 503  | 509  | 519  |
|               | 2014 | 2017 | 2019 | 2021 | 2022 | 2023 |